# Sokoljanka
Sokoljanka (ryska: Соколянка) är ett vattendrag i Belarus.   Det ligger i voblasten Vitsebsks voblast, i den nordöstra delen av landet, 180 km öster om huvudstaden Minsk.
Omgivningarna runt Sokoljanka är en mosaik av jordbruksmark och naturlig växtlighet. Runt Sokoljanka är det ganska tätbefolkat, med 93 invånare per kvadratkilometer.